# Dekanat XIII – św. Jakuba Apostoła w Sączowie
Dekanat sączowski – dekanat diecezji sosnowieckiej należący do 1992 do archidiecezji częstochowskiej. Patronem dekanatu jest Jakub Większy Apostoł.

## Parafie
Do dekanatu należą parafie:
1. Bobrowniki – parafia św. Wawrzyńca Diakona Męczennika
2. Dobieszowice – parafia Najświętszego Serca Pana Jezusa
3. Nowa Wieś – parafia św. Antoniego z Padwy
4. Pyrzowice – parafia Nawiedzenia Najświętszej Maryi Panny
5. Rogoźnik – parafia św. Jadwigi Śląskiej
6. Sączów – parafia św. Jakuba Apostoła
7. Siemonia – parafia Wszystkich Świętych
8. Tąpkowice – parafia św. Jana Chrzciciela